# Raggruppamento Cacciatori degli Appennini
Raggruppamento Cacciatori degli Appennini – antypartyzancka jednostka wojskowa Sił Zbrojnych RSI pod koniec II wojny światowej

## Historia
Wobec coraz silniejszej aktywności partyzantów na terytorium Włoskiej Republiki Socjalnej (RSI) na mocy porozumienia szefostwa sztabu Sił Zbrojnych RSI z dowództwem niemieckim zostało utworzone w rejonie Parmy Centrum Szkolenia Jednostek Specjalnych (CARS), na czele którego stanął gen. Enea Navarrini, potem gen. Piatti dal Pozzo, następnie gen. Amilcare Farina, w końcu gen. Del Giudice. Na początku kwietnia 1944 r. gen. Archimede Mischi mógł już przeznaczyć do działań antypartyzanckich ok. 10 tys. przeszkolonych żołnierzy. Sformowano z nich:
- 1 Pułk Cacciatori
  - 1 Batalion Grenadierów
  - 2 Alpejski Batalion „Cadore”.

W trakcie tworzenia znajdował się trzeci batalion, składający się z karabinierów. Wkrótce został sformowany 3 Pułk Cacciatori w składzie dwóch batalionów, ale rozwiązano go, a jego żołnierzy wysłano na roboty do Niemiec. Na pocz. września 1944 r. CARS zostało rozwiązane i przekształcone w jednostkę wojskową typu lekkiej brygady piechoty pod nazwą Raggruppamento Cacciatori degli Appennini. W jej skład weszły dotychczasowe oddziały CARS: 1 Batalion Grenadierów i 2 Alpejski Batalion „Cadore”. Z Niemiec powrócili włoscy żołnierze, spośród których odtworzono dwa bataliony. Ponadto utworzono dwa szwadrony kawalerii, kompanię strzelców i 1 Kompanię Bersalierów Del Mincio. Dowództwo jednostki objął płk Aurelio Languasco. Raggruppamento Cacciatori degli Appennini działała wespół z inną jednostką antypartyzancką Raggruppamento Anti Partigiano (RAP). Jego działalność rozpoczęła się w październiku 1944 r. Jednostka okazała się efektywna w zwalczaniu partyzantów. Pod koniec 1944 r. zaczęła też patrolowanie wybrzeża Ligurii w obawie przed spodziewanym lądowaniem wojsk alianckich. Na przełomie 1944/1945 r. podjęto kroki w celu przekształcenia jednostki w dywizję (do czego jednak nie doszło). W tym czasie w zasadzce partyzanckiej został ciężko ranny płk A. Languasco. Powrócił do jednostki w kwietniu 1945 r. Pod koniec miesiąca jednostka rozpoczęła odwrót, osiągając 4 maja obszar Cirrea-Strambino Romano. Tam poddała się amerykańskiej 34 Dywizji Piechoty.

## Skład organizacyjny
- 1 Pułk „Cacciatori degli Appennini” – d-ca płk Bruno
  - 1 Batalion Grenadierów
  - 2 Alpejski Batalion „Cadore”
  - 3 Batalion Karabinierów
- 2 Pułk „Cacciatori degli Appennini” – d-ca płk Auriel Languasco
- 3 Pułk „Cacciatori degli Appennini” – d-ca płk Zaccherini
- 4 Pułk Kawalerii „Cavalieri di Lombardia” – d-ca płk Pagliano
- grupa artylerii